# Охрана водного района
Охрана водного района (ОВР) — организация в составе военно-морской базы, предназначенная для обеспечения основных сил флота в районах его базирования от действий противника со стороны моря.

## История
Соединения ОВР образованы в каждом из четырёх флотов и в Каспийской флотилии приказом наркома ВМФ флагмана флота 2 ранга Н.Г. Кузнецова от 19 июля 1939 года, как самостоятельные соединения Охраны водного района главных баз флотов с утверждением должности командира ОВР, который непосредственно подчинялся Военным Советам флотов.